# 보건경제학
보건경제학은 건강 및 의료의 생산 및 소비에서 효율성, 효과, 가치 및 행동과 관련된 문제와 관련된 경제학의 분야이다. 보건경제학은 개인, 의료 제공자 및 임상 환경 간의 상호 작용을 통해 건강 결과와 생활 방식 패턴을 개선하는 방법을 결정하는 데 중요하다. 보건경제학자들은 건강 관리 시스템의 기능과 흡연, 당뇨병, 비만과 같은 건강에 영향을 미치는 행동을 연구한다.
케네스 애로가 1963년에 발표한 중요한 논문은 종종 학문으로서 보건경제학을 탄생시킨 것으로 알려져 있다. 그의 이론은 의료와 다른 재화 사이의 개념적 구별을 이끌어냈다. 보건경제학을 다른 영역과 구별하는 요소에는 광범위한 정부 개입, 여러 차원의 다루기 힘든 불확실성 정보 비대칭, 진입 장벽, 외부성 및 제3자의 존재가 있다. 의료에서 제3자 대리인은 환자의 건강 보험 회사이며, 피보험 환자가 소비하는 의료 상품 및 서비스에 대해 재정적으로 책임을 진다.
보건경제학자는 비용 및 지출과 같은 여러 유형의 재무 정보를 평가한다.
불확실성은 환자 결과와 재정적 문제 모두에서 건강에 본질적이다. 의사와 환자 사이에 존재하는 지식 격차는 비대칭 정보라고 하는 상황을 만든다.
외부효과가 자주 발생하며, 특히 전염병이나 마약 남용과 같은 건강 영향의 맥락에서 그렇다.

## 같이 보기
- 보건관리
- 건강 형평성
- 건강보험
- 보건 정책
- 우선순위 설정 (보건학)
- 공중보건

## 참고 문헌
1. ↑  Howard, Brandon; Health, JH Bloomberg School of Public. “What Is Health Economics?”. 《Johns Hopkins Bloomberg School of Public Health》 (영어). 2020년 2월 25일에 확인함.
2. ↑  Arrow, Kenneth (1963). “Uncertainty and the Welfare Economics of Medical Care”. 《The American Economic Review》 53: 941–973.
3. ↑  , Addison Wesley |제목=이(가) 없거나 비었음 (도움말) Description 보관됨 2010-12-07 - 웨이백 머신 and 2nd ed. preview.